# Rebergues
Rebergues és un municipi francès situat al departament del Pas de Calais i a la regió dels Alts de França. L'any 2007 tenia 196 habitants.

## Demografia

### Població
El 2007 la població de fet de Rebergues era de 196 persones. Hi havia 67 famílies de les quals 10 eren unipersonals (7 homes vivint sols i 3 dones vivint soles), 20 parelles sense fills i 37 parelles amb fills.
La població ha evolucionat segons el següent gràfic:
Habitants censats

### Habitatges
El 2007 hi havia 81 habitatges, 65 eren l'habitatge principal de la família, 8 eren segones residències i 7 estaven desocupats. Tots els 81 habitatges eren cases. Dels 65 habitatges principals, 62 estaven ocupats pels seus propietaris, 3 estaven llogats i ocupats pels llogaters i 1 estava cedit a títol gratuït; 3 tenien dues cambres, 6 en tenien tres, 16 en tenien quatre i 41 en tenien cinc o més. 51 habitatges disposaven pel capbaix d'una plaça de pàrquing. A 24 habitatges hi havia un automòbil i a 38 n'hi havia dos o més.

### Piràmide de població
La piràmide de població per edats i sexe el 2009 era:
| Homes | Edats   | Dones |
| ----- | ------- | ----- |
| 0     | 95 o +  | 4     |
| 0     | 90 a 94 | 0     |
| 4     | 85 a 89 | 4     |
| 0     | 80 a 84 | 4     |
| 0     | 75 a 79 | 4     |
| 12    | 70 a 74 | 4     |
| 0     | 65 a 69 | 0     |
| 0     | 60 a 64 | 4     |
| 4     | 55 a 59 | 0     |
| 8     | 50 a 54 | 4     |
| 4     | 45 a 49 | 0     |
| 4     | 40 a 44 | 4     |
| 8     | 35 a 39 | 16    |
| 8     | 30 a 34 | 8     |
| 8     | 25 a 29 | 4     |
| 8     | 20 a 24 | 4     |
| 8     | 15 a 19 | 0     |
| 16    | 10 a 14 | 8     |
| 8     | 5 a 9   | 4     |
| 4     | 0 a 4   | 16    |

## Economia
El 2007 la població en edat de treballar era de 120 persones, 91 eren actives i 29 eren inactives. De les 91 persones actives 87 estaven ocupades (52 homes i 35 dones) i 5 estaven aturades (2 homes i 3 dones). De les 29 persones inactives 6 estaven jubilades, 6 estaven estudiant i 17 estaven classificades com a «altres inactius».

### Ingressos
El 2009 a Rebergues hi havia 77 unitats fiscals que integraven 237,5 persones, la mediana anual d'ingressos fiscals per persona era de 15.312 €.

### Activitats econòmiques
Dels 5 establiments que hi havia el 2007, 2 eren d'empreses de construcció, 2 d'empreses de comerç i reparació d'automòbils i 1 d'una empresa de transport.
Dels 2 establiments de servei als particulars que hi havia el 2009, 1 era un paleta i 1 fusteria.
L'any 2000 a Rebergues hi havia 3 explotacions agrícoles.

## Poblacions més properes
El següent diagrama mostra les poblacions més properes.